# Aleks Aleksischwili

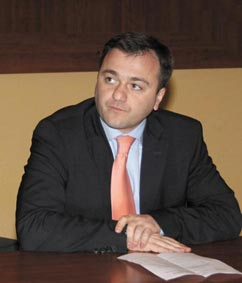
Aleks Aleksischwili

Aleks (Lekso) Aleksischwili (georgisch ლექსო ალექსიშვილი; * 1974 in Tiflis) ist ein georgischer Politiker. Der Volkswirt war von Dezember 2004 bis Juni 2005 Wirtschaftsminister und von Juni 2005 bis August 2007 Finanzminister Georgiens. Seit September 2007 ist er im Vorstand der Nationalbank Georgiens.

## Leben
1996 schloss er ein Volkswirtschaftsstudium an der Staatlichen Universität Tiflis mit einer Spezialisierung auf Wirtschaftsbeziehungen ab, arbeitete anschließend bis 1999 am Institut für Wirtschaftliche Beziehungen Tiflis und war zugleich wissenschaftlicher Mitarbeiter des georgischen Parlaments. 1999 wurde er Persönlicher Referent des Parlamentspräsidenten Surab Schwania.
Im April 2001 wurde er stellvertretender Finanzminister Georgiens. Von August 2002 bis Mai 2004 studierte er an der Duke University, North Carolina, wurde danach Erster Stellvertretender Finanzminister. Im Dezember des gleichen Jahres wurde er Wirtschaftsminister Georgiens. Am 30. Juni 2005 übernahm er das Amt des georgischen Finanzministers. Am 30. August 2007 wurde er von Nika Gilauri im Ministeramt abgelöst. Im September 2007 wechselte er als Präsident zur Nationalbank Georgiens.
Von 1994 bis 2001 war er ehrenamtlich Vorsitzender der Gesellschaft Junger Volkswirte Georgiens. Seit 2004 ist er als ihr Berater tätig.
Aleksischwili ist verheiratet und hat zwei Kinder. Er spricht neben Georgisch auch Englisch und Russisch.